# Zamarada rubrifascia
Zamarada rubrifascia là một loài bướm đêm trong họ Geometridae.